# Martin Compston

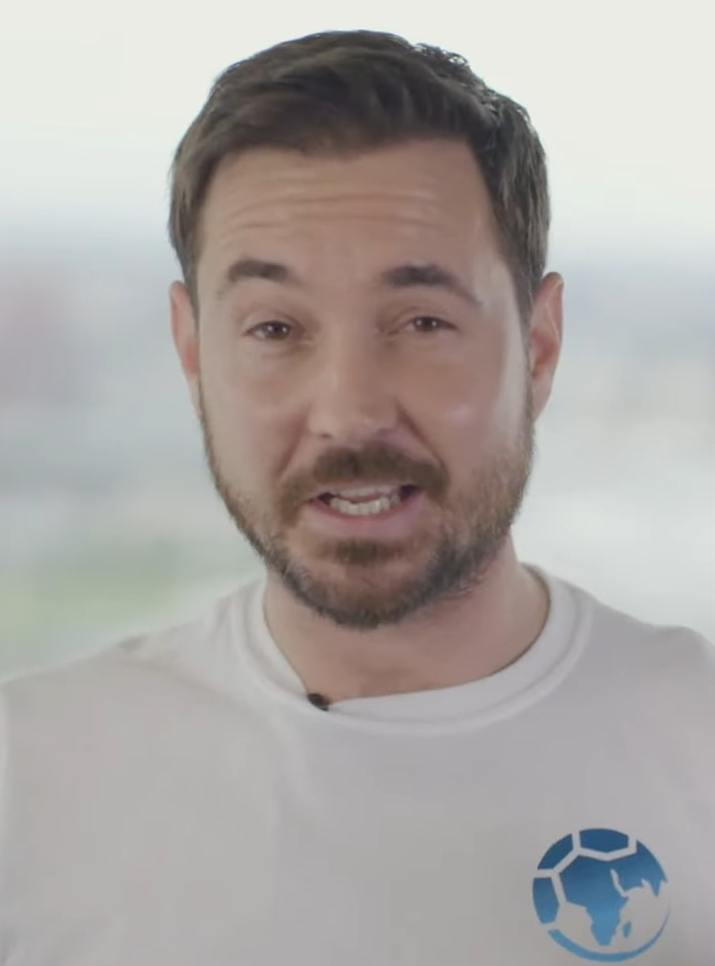
Martin Compston, 2019

Martin Compston (* 8. Mai 1984 in Greenock, Renfrewshire, Schottland, Vereinigtes Königreich) ist ein britischer Schauspieler.

## Leben
Martin Compston wuchs in seiner Heimatstadt Greenock auf und war als Teenager ein passionierter Fußballspieler, der in der Saison 2001/02 zu zwei Einsätzen für Greenock Morton in der dritten schottischen Liga kam. Er besuchte die St. Columba’s High School in Gourock. Nach Abschluss der Schule plante er eine Karriere als Profifußballer. Im Jahr 2000 wurde er jedoch von Regisseur Ken Loach bei einem Vorsprechen an Compstons alter Schule entdeckt und für die Hauptrolle im Film Sweet Sixteen besetzt. Der Film erhielt überragende Kritiken, die insbesondere die Leistung des zuvor noch nicht schauspielerisch tätigen Compston lobten.
So schrieb Die Welt vom 26. Juni 2003:

„Loach-like wird die Geschichte mit erdrückender Authentizität erzählt, in kargen Bildern und dem Maximum an schauspielerischem Potenzial. Allein, was Loach aus seinem Hauptdarsteller Martin Compston herausholt – der bislang noch vor nie vor einer Kamera gestanden hat –, ist unglaublich.“

Für seine Leistung in Sweet Sixteen wurde Compston bei den British Independent Film Awards 2002 als Bester Newcomer sowie im folgenden Jahr bei den London Critics Circle Film Awards als Bester britischer Nachwuchsdarsteller ausgezeichnet und war zusätzlich für den Europäischen Filmpreis als Bester Darsteller nominiert.
Von 2003 bis 2005 spielte Compston die Rolle des Ewan Brodie in der Fernsehserie Monarch of the Glen. Danach stand er 2005 erneut unter der Regie von Loach im Film Tickets vor der Kamera. 2006 folgte eine Nebenrolle im Film Red Road, die ihm eine Nominierung bei den British Independent Film Awards 2006 einbrachte.
An der Seite von Gemma Arterton und Eddie Marsan übernahm er 2009 im Entführungs-Kammerspiel Spurlos – Die Entführung der Alice Creed die Rolle des Kidnappers Danny.
Seit 2012 ist er in der Rolle des Steve Arnott in der Krimiserie Line of Duty zu sehen. 2020 war er mit Sophie Rundle in der britischen Miniserie The Nest zu sehen.

### Synchronsprecher
In der deutschen Fassung von Line of Duty wird Martin Compston von Schauspieler Rasmus Borowski synchronisiert.

## Privatleben
Martin Compston ist seit 2016 mit der Schauspielerin Tianna Chanel Flynn verheiratet. Seit 2019 sind sie Eltern eines Sohnes, Brodie.

## Filmografie (Auswahl)
- 2002: Sweet Sixteen
- 2003–2005: Monarch of the Glen (Fernsehserie, 20 Episoden)
- 2004: Niceland (Population. 1.000.002) (Næsland)
- 2005: Tickets
- 2005: Wild Country
- 2006: Kids – In den Straßen New Yorks (A Guide to Recognizing Your Saints)
- 2006: Red Road
- 2006: True North – Der letzte Fang (True North)
- 2008: Doomsday – Tag der Rache (Doomsday)
- 2008: Red Mist (Freakdog)
- 2008: The Prayer
- 2009: The Damned United
- 2009: Spurlos – Die Entführung der Alice Creed (The Disappearance of Alice Creed)
- 2009: Spunkbubble (Kurzfilm)
- 2010: Pimp
- 2010: SoulBoy
- 2010: Donkeys
- 2010: Village on the Roof (Kurzfilm)
- 2010: Paris/Sexy (Kurzfilm)
- 2011: Ghosted – Albtraum hinter Gittern (Ghosted)
- 2011: 7lives
- 2011: Four
- 2011: How to Stop Being a Loser
- 2012: When the Lights Went Out
- 2012–2021: Line of Duty (Fernsehserie)
- 2012: Winterdieb (L’enfant d’en haut)
- 2012: Strippers vs Werewolves
- 2012: Piggy
- 2013: Der große Eisenbahnraub 1963 (The Great Train Robbery) (Mini-Serie, 2 Episoden)
- 2013: The Wee Man
- 2013: Ice Cream Girls (Mini-Serie)
- 2013: Agatha Christie’s Marple (Fernsehserie, 1 Folge)
- 2013: Drecksau (Filth)
- 2014: Silent Witness (Fernsehserie, 2 Folgen)
- 2015: Die Legende von Barney Thomson (The Legend of Barney Thomson)
- 2017: Die Stunde des Killers (The Hunter’s Prayer)
- 2018: Maria Stuart, Königin von Schottland (Mary Queen of Scots)
- 2019: Niemandsland – The Aftermath (The Aftermath)
- seit 2019: Traces (Fernsehserie)
- 2021: Vigil – Tod auf hoher See (Vigil, Fernsehserie)
- seit 2023: The Rig – Angriff aus der Tiefe (The Rig, Fernsehserie)